# Catocala nymphaea
Catocala nymphaea, auch Gelbes Nymphen-Ordensband oder Steineichen-Ordensband genannt, ist ein Schmetterling (Nachtfalter) aus der Familie der Eulenfalter (Noctuidae).

## Merkmale
Die Flügelspannweite der Falter von Catocala nymphaea beträgt 54 bis 62 Millimeter. Die Vorderflügel sind in verschiedenen Brauntönen gefärbt, wodurch sie sich bei dachförmig zusammengelegten Flügeln kaum von der Baumrindenunterlage, auf der sie bevorzugt ruhen, abheben. Die Art gehört zu den mittelgroßen Ordensband-Arten. Die ähnlichen Arten Catocala hymenaea, Catocala nymphagoga und Catocala diversa sind deutlich kleiner. Von der etwa gleich großen Catocala conversa unterscheidet sich Catocala nymphaea durch einen gelben Fleck im dunklen Außenband der Hinterflügel. Das ebenfalls ähnliche Gelbe Ordensband (Catocala fulminea) unterscheidet sich durch eine sehr stark gezähnte Querlinie der Vorderflügel und eine stark nach innen gebogene dunkle mittlere Binde der Hinterflügel, die bei allen vorgenannten Arten kräftig gelb sind.
Die Raupen sind gelbbraun gefärbt. Sie haben rotbraune Punkte, schwach ausgebildete dunkle Seitenstreifen und eine ebensolche Rückenlinie sowie bräunlichgelbe Punktwarzen und Stigmen.

## Ähnliche Arten
- Gelbes Ordensband (Catocala fulminea)
- Catocala conversa
- Catocala hymenaea
- Catocala nymphagoga
- Catocala diversa

## Geographische Verbreitung und Lebensraum
Bei Catocala nymphaea handelt es sich um eine im Mittelmeerraum sowie in südöstlichen Regionen, wie Griechenland, Kleinasien, Afghanistan, Kaschmir und Nordafrika weit verbreitete Art, deren nördlichstes Vorkommen das Gardaseegebiet ist. Sie bevorzugt Waldgebiete mit Steineichenbestand. In Österreich sind sie vereinzelt im Süden zu finden, etwa in Hochgurgl in Tirol und Kärnten. Vereinzelt verfliegen sich Falter in Gegenden nördlich der Alpen. Die Art kommt in Deutschland gelegentlich in Baden-Württemberg, Thüringen und in Sachsen als Irrgast vor.

## Lebensweise
Die Falter fliegen im Juli und August. Die Raupen ernähren sich von den Blättern von Eichen (Quercus), insbesondere von denen der Steineiche (Quercus ilex). Die Falter trinken mittels ihres Saugrüssels gelegentlich Baumsäfte und können mit einem Köder angelockt werden.

## Gefährdung und Schutz
In Kärnten wurde die Art in der Liste der vollkommen geschützten heimischen Tiere aufgenommen.